# Mathieu Roy (Eishockeyspieler, 1983)
Mathieu „Matt“ Roy (* 10. August 1983 in Saint-Georges, Québec) ist ein ehemaliger kanadischer Eishockeyspieler und derzeitiger -trainer, der im Verlauf seiner aktiven Karriere zwischen 1999 und 2023 unter anderem 66 Spiele für die Edmonton Oilers, Columbus Blue Jackets und Tampa Bay Lightning in der National Hockey League (NHL) auf der Position des Verteidigers bestritten hat. Darüber hinaus absolvierte Roy weitere 375 Partien in der American Hockey League (AHL) und war drei Spielzeiten für die Hamburg Freezers in der Deutschen Eishockey Liga (DEL) aktiv.

## Karriere

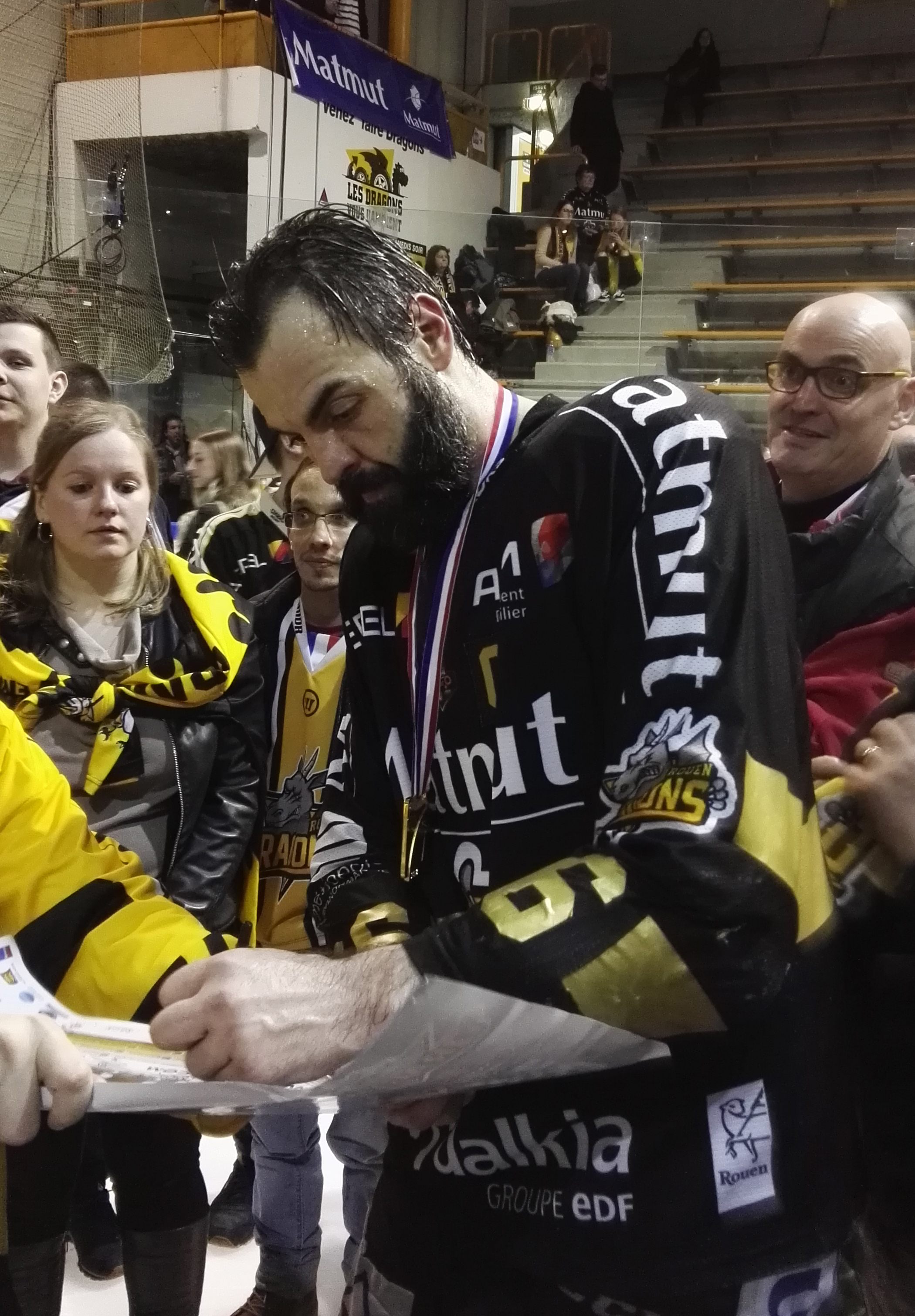
Roy im Trikot der Dragons de Rouen (2018)

Mathieu Roy begann seine Karriere als Eishockeyspieler bei den Foreurs de Val-d’Or, für die er von 1999 bis 2003 in der kanadischen Juniorenliga Ligue de hockey junior majeur du Québec (LHJMQ) aktiv war und in der Saison 2000/01 die Coupe du Président gewann. Nach seiner Zeit bei den Foreurs wurde der Verteidiger im NHL Entry Draft 2003 in der siebten Runde als insgesamt 215. Spieler von den Edmonton Oilers aus der National Hockey League (NHL) ausgewählt.
Nachdem Roy in seinen ersten beiden Jahren im Franchise der Oilers ausschließlich für deren Farmteams, die Toronto Roadrunners und deren Nachfolgeteam Edmonton Road Runners in der American Hockey League (AHL) sowie die Columbus Cottonmouths in der ECHL aufgelaufen war, gab der Rechtsschütze im Laufe der Saison 2005/06 sein Debüt in der NHL für die Oilers. In dieser Spielzeit stand er allerdings nur einmal in der NHL auf dem Eis, während er die restliche Zeit in ihrem neuen AHL-Farmteam Hamilton Bulldogs verbrachte. Auch in der Zeit von 2007 bis 2009 konnte sich Roy nicht im NHL-Team der Edmonton Oilers durchsetzen und spielte fast ausschließlich für deren AHL-Farmteam Springfield Falcons. Am 14. Juli 2009 unterschrieb er deshalb als Free Agent einen Vertrag bei Edmontons Ligarivalen Columbus Blue Jackets. Im März 2010 wurde der Verteidiger im Tausch für Matt Rust zu den Florida Panthers transferiert, für die er allerdings nicht auflief und stattdessen für die Syracuse Crunch in der AHL zu Einsätzen kam. Am 29. Juli 2010 unterschrieb er – abermals als Free Agent – bei den Tampa Bay Lightning. Nachdem er die Saison 2010/11 in der NHL begonnen hatte, wurde er nach vier Spielen zu den Norfolk Admirals geschickt. Für die darauffolgende Spielzeit wurde der Kanadier von den Carolina Hurricanes unter Vertrag genommen, absolvierte allerdings kein NHL-Spiel für die Canes und verbrachte die Spielzeit bei den Charlotte Checkers in der AHL.
Ab dem Sommer 2012 lief Roy für die Hamburg Freezers in der Deutschen Eishockey Liga (DEL) auf, wo er in den folgenden drei Jahren zusammen mit seinem ehemaligen Partner Duvie Westcott von den Blue Jackets spielte. Unterbrochen war diese Zeit lediglich von einem kurzen Intermezzo bei den Tampa Bay Lightning im April 2013 nach Abschluss der DEL-Spielzeit. Er kehrte zur Saison 2013/14 aber wieder nach Hamburg zurück und besaß nach zwei Vertragsverlängerungen bei den Hamburgern einen Vertrag bis zum Ende des Spieljahres 2016/17. Allerdings gaben die Freezers im Mai 2016 bekannt, keine DEL-Lizenz für die Saison 2016/17 zu beantragen, womit Roys Engagement bei den Freezers vorzeitig endete. Im Juli 2016 gab der EC Red Bull Salzburg aus der österreichischen Erste Bank Eishockey Liga (EBEL) die Verpflichtung des Franko-Kanadiers bekannt. Für die Salzburger absolvierte er aufgrund mehrerer Verletzungen nur eine Partie in der EBEL. Der Defensivspieler verließ den Klub daraufhin nach nur einer Saison und wechselte zu den Dragons de Rouen in die französische Ligue Magnus. Dort wurde er umgehend zum Mannschaftskapitän ernannt und feierte mit der Mannschaft im Frühjahr 2018 den Gewinn der französischen Meisterschaft. Ein Jahr später reichte es lediglich zur Vizemeisterschaft.
Vor dem Hintergrund der COVID-19-Pandemie verließ Roy den Klub im Sommer 2020 und kehrte in seine Heimatprovinz Québec zurück. Dort arbeitete er ein Jahr als Jugendtrainer, bevor er sich den Cool FM 103,5 de Saint-Georges aus seiner Geburtsstadt anschloss und mit diesen in der semiprofessionellen Ligue Nord-Américaine de Hockey (LNAH) auflief. Am Ende der Saison 2022/23 gewann er mit dem Team die Coupe Canam und zog sich danach endgültig aus dem aktiven Sport zurück. Nach einer weiteren Saison als Jugendcoach wurde er vor der Spielzeit 2024/25 als Assistenztrainer bei den Cool FM 103,5 de Saint-Georges vorgestellt.

## Erfolge und Auszeichnungen
| - 2001 Coupe-du-Président-Gewinn mit den Foreurs de Val-d’Or - 2007 Teilnahme am AHL All-Star Classic (nicht gespielt) - 2018 Französischer Meister mit den Dragons de Rouen | - 2019 Französischer Vizemeister mit den Dragons de Rouen - 2023 Coupe-Canam-Gewinn mit den Cool FM 103,5 de Saint-Georges |

## Karrierestatistik

### International
Vertrat Kanada bei:
- World U-17 Hockey Challenge 2000